# Comté de Cumberland (Pennsylvanie)
Pour les articles homonymes, voir Comté de Cumberland.
Le comté de Cumberland est un comté américain du Commonwealth de Pennsylvanie. Au recensement de 2020, le comté compte 259 469 habitants. Le comté a été créé le 27 janvier 1750 et tire son nom du comté de Cumberland, en Angleterre. Le siège du comté se situe à Carlisle.
Le comté fait partie des quatre comtés de la région métropolitaine de Harrisburg. Il s'étend au sein de la vallée de Cumberland, le long du fleuve Susquehanna à l'est. Il s'étend sur près de 26 km, du borough de Shippensburg à l'ouest, jusqu'au Susquehanna à l'est du comté. Les deux villes les plus anciennes du comté, Shippensburg et Carlisle, ont été toutes les deux fondées au XVIIIe siècle.

## Démographie
| Groupe            | Comté de Cumberland | Pennsylvanie | États-Unis |
| ----------------- | ------------------- | ------------ | ---------- |
| Blancs            | 81,7                | 73,5         | 58         |
| Latino-Américains | 4,6                 | 8,1          | 19         |
| Afro-Américains   | 4,1                 | 10,5         | 12,1       |
| Asiatiques        | 5,3                 | 3,4          | 6,2        |
| Métis             | 3,7                 | 3,3          | 4,1        |
| Autres            | 0,4                 | 0,4          | 0,5        |
| Amérindiens       | 0,1                 | 0,1          | 0,9        |
| Océano-américains | 0,04                | 0,02         | 0,2        |
| Total             | 100                 | 100          | 100        |